# Roger Görke
Roger Görke (* 6. Mai 1957 in Hamburg) ist ein deutscher Jurist. Er war von Oktober 2005 bis April 2023 Richter am Bundesfinanzhof.

## Leben und Wirken
Görke studierte Rechtswissenschaften an der Universität Hamburg und trat nach Abschluss seiner juristischen Ausbildung 1988 in die Steuerverwaltung der Freien und Hansestadt Hamburg ein. Hier war er mehrere Jahre als Sachgebietsleiter im Finanzamt Hamburg-Schlump und im Finanzamt für Körperschaften Hamburg-Ost tätig. Im Juni 1996 wechselte er als Richter an das Finanzgericht Hamburg.
Görke war Mitglied des III. Senates des Bundesfinanzhofs, der für Einzelgewerbetreibende, Kindergeld und Investitionszulagen zuständig ist. Am 30. April 2023 trat Görke in den Ruhestand.